# Awaous grammepomus
Awaous grammepomus är en fiskart som först beskrevs av Bleeker, 1849.  Awaous grammepomus ingår i släktet Awaous och familjen smörbultsfiskar. IUCN kategoriserar arten globalt som livskraftig. Inga underarter finns listade.